# Gaetano Chiaveri

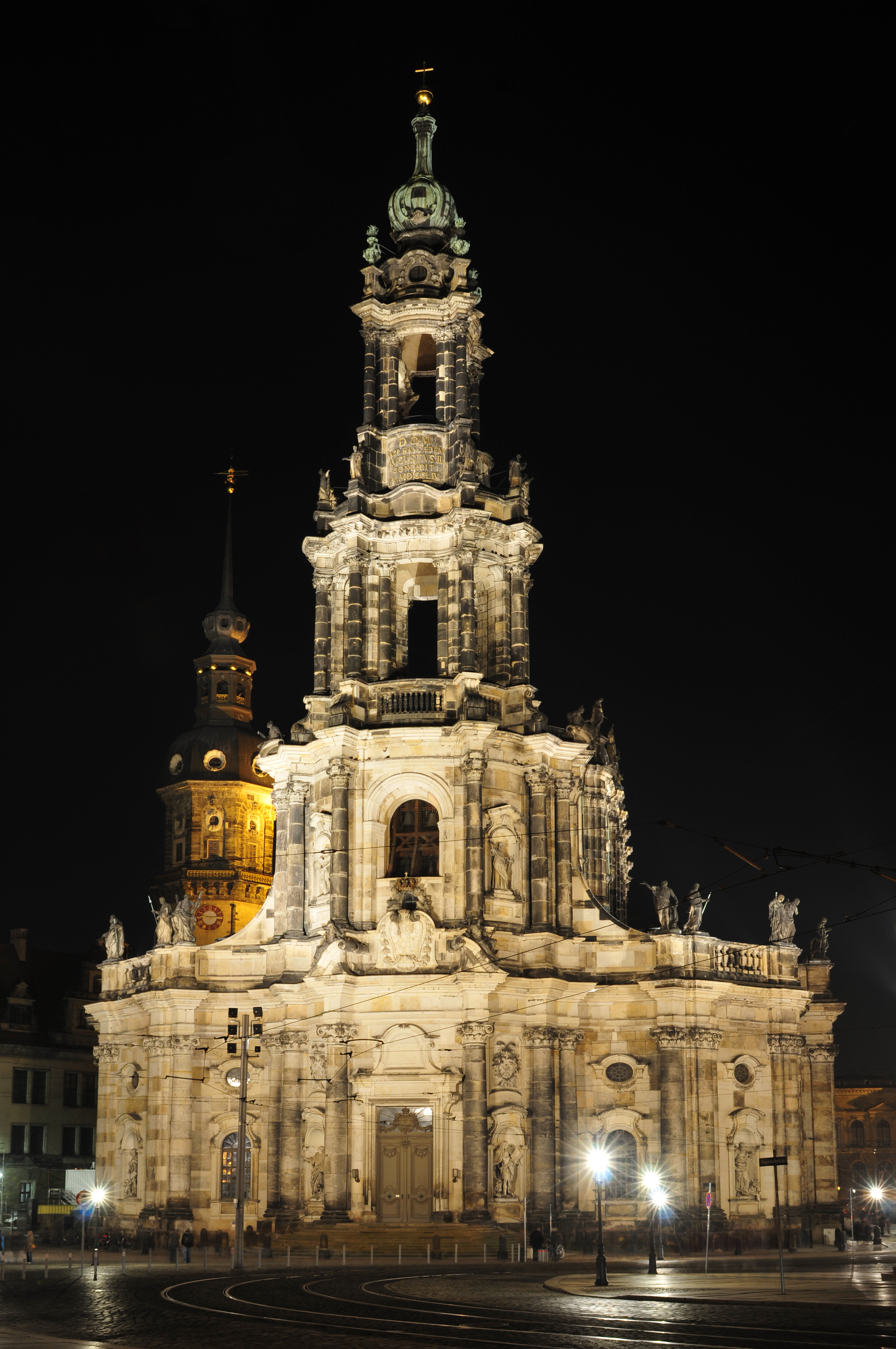
Hofkirche - kościół dworski w Dreźnie

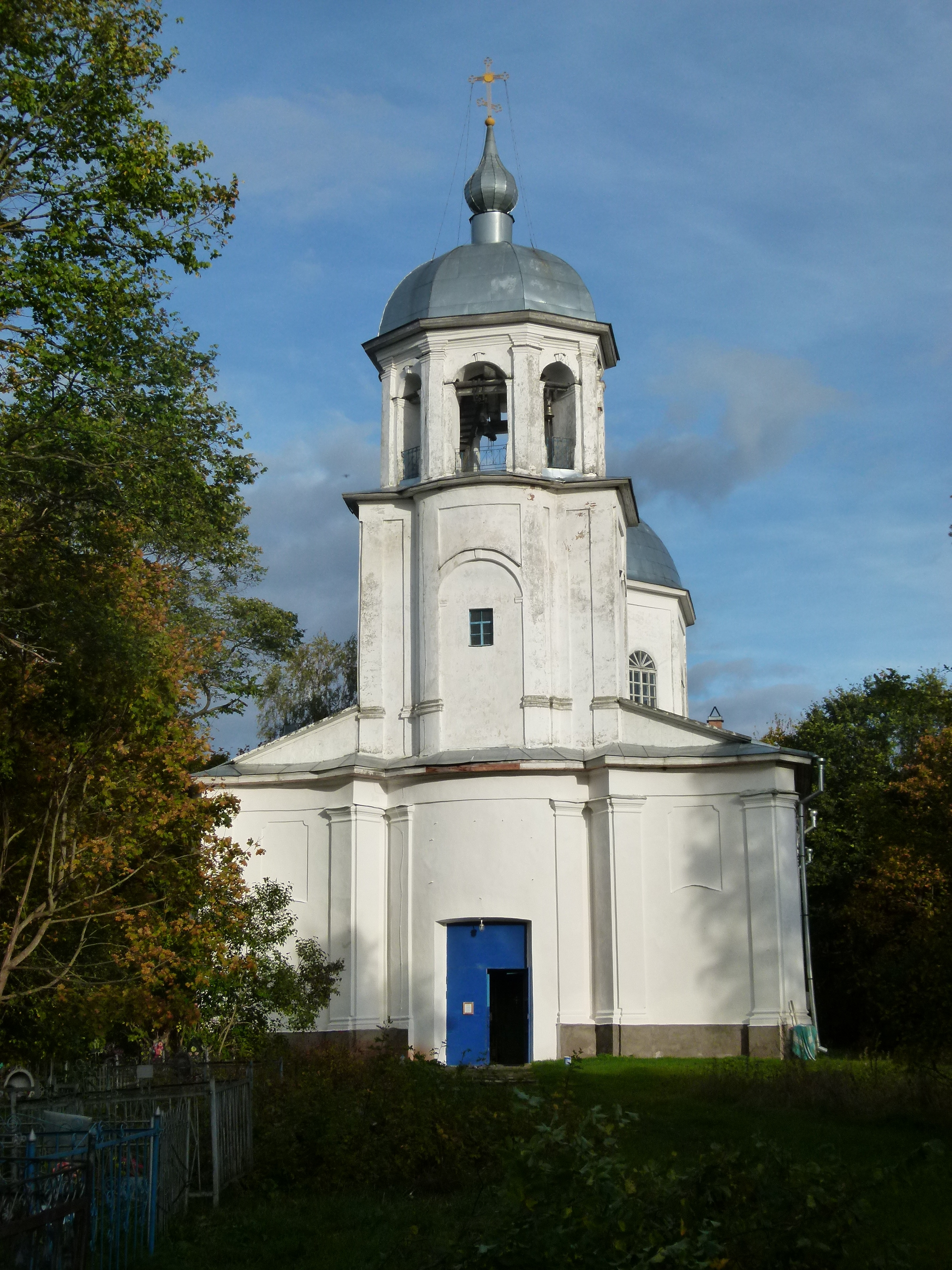
Kościół Wniebowzięcia NMP w Korostynie

Gaetano Chiaveri (ur. 1689 w Rzymie, zm. 5 marca 1770 w Foligno) – włoski architekt późnobarokowy, przedstawiciel saskiego rokoka.

## Życiorys
W latach 1717–1727 czynny w Rosji, na dworze cara Piotra I w Petersburgu. Działał w Polsce i Saksonii w latach 1737–1748 na dworze Augusta III. Od 1750 roku czynny w Rzymie.

## Dzieła
- biblioteka (1725) i Kunstkamera (od 1722) dla Akademii Nauk w Petersburgu,
- Kolegium Teatynów we Lwowie (1738-1746) (z Nicola Salvim)
- Hofkirche (katolicki kościół dworski w Dreźnie) (od 1738)
- przebudowa skrzydła Zamku Królewskiego w Warszawie (od 1740)
- Teka niezrealizowanych projektów Ornamenti diversi di porte e fenestre (1743–1744).

## Literatura dodatkowa
- Alfred Lauterbach: Chiaveri Gaetano. W: Polski Słownik Biograficzny. T. 3: Brożek Jan – Chwalczewski Franciszek. Kraków: Polska Akademia Umiejętności – Skład Główny w Księgarniach Gebethnera i Wolffa, 1937, s. 290–291. Reprint: Zakład Narodowy im. Ossolińskich, Kraków 1989, ISBN 83-04-03291-0